# Cyanolyca turcosa
Cyanolyca turcosa é uma espécie de ave da família Campephagidae.
Pode ser encontrada nos seguintes países: Colômbia, Equador e Peru.
Os seus habitats naturais são: regiões subtropicais ou tropicais húmidas de alta altitude.